# فلوسباخ
فلوسباخ (به آلمانی: Flußbach) یک شهر در آلمان است که در برنکاستل-ویتلیش واقع شده‌است. فلوسباخ ۴۵۵ نفر جمعیت دارد.